# Omicidio di Roberto Peci

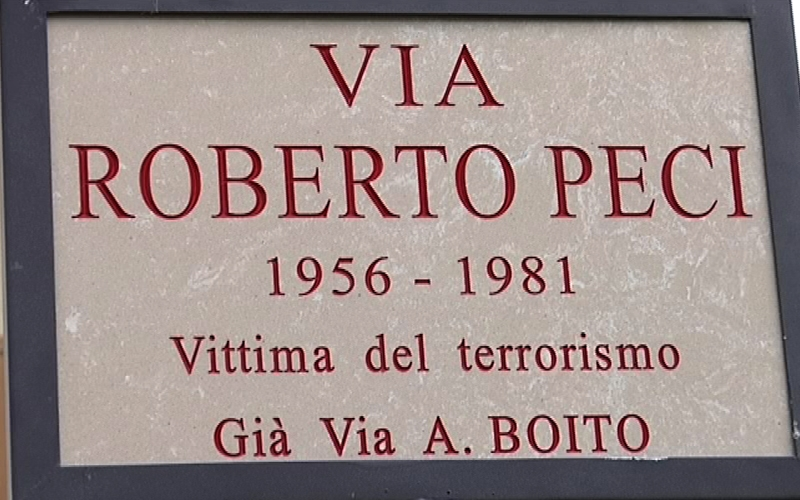
Targa della via intitolata a Roberto Peci a San Benedetto del Tronto, la stessa strada in cui Peci fu sequestrato il 10 giugno 1981

L'omicidio di Roberto Peci venne commesso a Roma il 3 agosto 1981; la vittima fu un operaio italiano venticinquenne, che venne sequestrato e poi assassinato dalle Brigate Rosse; era fratello minore di Patrizio, esponente dell'organizzazione terroristica.

## Storia

### Il rapimento

Roberto Peci, durante il suo sequestro, in una immagine diffusa dalle Brigate Rosse che lo avevano sequestrato

In seguito al pentimento del fratello Patrizio, esponente di spicco delle Brigate Rosse, Roberto Peci fu sequestrato il 10 giugno 1981 a San Benedetto del Tronto da un commando di quattro terroristi. Secondo quanto scrive il fratello Patrizio nel suo memoriale, Roberto aveva davanti a sé una buona carriera di calciatore, ma dovette smettere proprio per le conseguenze che la famiglia Peci ebbe in seguito all'ingresso di Patrizio nelle file delle BR. Il rapimento del fratello di Patrizio, primo pentito delle BR, fu deciso dall'ala movimentista delle Brigate Rosse, guidata da Giovanni Senzani, secondo le tesi complottiste, per "una feroce vendetta trasversale, dietro la quale si intravedeva un messaggio a tacere sui misteri del caso Moro, rivolto agli altri brigatisti arrestati e divenuti collaboratori di giustizia".

### Il "processo" delle Brigate Rosse
Peci fu accusato di tradimento e delazione, conseguenza dell'arresto e successivo pentimento del fratello Patrizio, e nei 55 giorni di prigionia fu spesso sottoposto a interrogatorio dai suoi sequestratori, capeggiati da Giovanni Senzani; l'interrogatorio fu filmato e inviato agli organi di stampa. Prima dell'interrogatorio, Senzani chiese a Peci di mostrarsi, nel video, molto addolorato durante la lettura della sentenza di morte, assicurandogli falsamente che essa non sarebbe stata eseguita, almeno secondo la testimonianza di uno dei brigatisti coinvolti nel sequestro raccolta da Walter Veltroni. La Rai rifiutò le richieste dei terroristi di trasmettere il filmato del processo. Il presidente Sergio Zavoli sostenne che la richiesta non era esaudibile «né materialmente, né legalmente, né istituzionalmente».

### L'omicidio
Roberto Peci fu assassinato il 3 agosto 1981.
Lo stesso Giovanni Senzani fotografò il momento dell'esecuzione, avvenuta con 11 colpi di mitra, in un casolare abbandonato nella campagna romana, in via Fosso dello Statuario.
La durata della sua prigionia e le modalità della sua esecuzione coincidono con quelle subite da Aldo Moro, rapito il 16 marzo 1978 e ucciso il 9 maggio 1978, sempre con 11 colpi di mitra.